# Au nom du peuple souverain
Pour plus de détails, voir Fiche technique et Distribution.
Au nom du peuple souverain (In nome del popolo sovrano) est un film italien réalisé par Luigi Magni sorti en 1990.

## Synopsis
Le film se déroule à Rome et en Romagne en 1848-1849. Les violents soulèvements révolutionnaires de jeunes libéraux créent le chaos dans la ville, tandis que l'Église et les nobles ne s'en soucient pas et pensent seulement à sauver leurs biens. 
Le roi d'Italie pour plus de commodité soutient la politique de la France dont l'intention est de lutter contre l'Autriche afin de récupérer ses anciens territoires d'Italie. 
La première guerre d'indépendance italienne est perdue et les patriotes romains et Angelo Brunetti et Giovanni Livraghi sont exécutés malgré la condamnation des ennemis de la noblesse italienne et du roi.

## Fiche technique
- Titre : Au nom du peuple souverain
- Titre original : In nome del popolo sovrano
- Réalisation : Luigi Magni
- Scénario et dialogues de Luigi Magni, d'après une histoire de Luigi Magni et Arrigo Petacco
- Musique : Nicola Piovani
- Photographie : Roberto D'Ettorre Piazzoli et Giuseppe Lanci
- Montage : Ruggero Mastroianni
- Production : Angelo Rizzoli Jr.
- Société de production : Erre Produzioni, Rai 2, Initial Audiovisuel et Taurus Film
- Société de distribution : Lumière (France)
- Pays :  Italie,  France et  Allemagne
- Genre : Drame et historique
- Durée : 110 minutes
- Dates de sortie : 
  - Italie : 21 décembre 1990
  - France : 15 juin 1994

## Distribution
- Alberto Sordi : le marquis Arquati
- Nino Manfredi : Angelo Brunetti, dit "Ciceruacchio"
- Jacques Perrin : Ugo Bassi
- Luca Barbareschi : Giovanni Livraghi
- Serena Grandi : Rosetta, la femme de chambre
- Elena Sofia Ricci : Cristina Arquati
- Massimo Wertmüller : Eufemio Arquati
- Carlo Croccolo : Charles-Lucien Bonaparte
- Luigi De Filippo : Mgr Gaetano Bedini
- Gianni Bonagura (en) : le pape Pie IX
- Elena Berrera : Giacinta Arquati
- Roberto Herlitzka : Giuseppe Gioachino Belli
- Gianni Garko : le général Nicolas Oudinot